# Carole & Tuesday
Carole & Tuesday (キャロル&チューズデイ Kyaroru & Chūzudei?) es una serie de anime creada por el estudio Bones y dirigida por Shin'ichirō Watanabe. Las protagonistas de la historia son dos chicas apasionadas por la música, Carole Stanley y Tuesday Simmons, que aspiran a triunfar en la industria musical con sus propias canciones.
El anime cuenta con veinticuatro episodios que han sido transmitidos entre abril y octubre de 2019 por Fuji TV en Japón. A nivel internacional, los derechos son propiedad de la plataforma Netflix.

## Argumento
La serie transcurre en un universo futurista donde la humanidad ha colonizado Marte, los ciudadanos son consumidores pasivos y casi toda la industria del entretenimiento ha sido creada por inteligencia artificial.
En ese contexto la joven Tuesday Simmons, una chica de familia adinerada, se escapa de casa para cumplir su sueño de dedicarse a la música. Tras llegar a Ciudad Alba se cruza por la calle con Carole Stanley, otra aspirante a músico que proviene de un campo de refugiados, actúa como artista callejera y sobrevive con trabajos parciales. Aunque a primera vista no tienen nada en común, a ambas les une la pasión por componer sus propias canciones y se hacen amigas desde el primer día. Todo ello les lleva a crear el dúo musical Carole & Tuesday, con el que aspiran a triunfar superando cualquier adversidad.

## Producción
Los responsables de Carole & Tuesday son Shin'ichirō Watanabe como director jefe y Motonobu Hori como codirector. Watanabe cuenta con una amplia trayectoria profesional tras haber dirigido Cowboy Bebop, Samurai Champloo o Kids on the Slope, y a lo largo de su obra siempre ha mostrado interés por la música, una de sus mayores pasiones.
A finales de 2018, el estudio Bones confirmó que estaba preparando una serie de 24 capítulos orientada a un público adulto. En el equipo técnico destacan los nombres de Aya Watanabe como directora de composición, Eisaku Kubonouchi como diseñador de personajes, y Thomas Romain y Stanislas Brunet para el diseño artístico.
Carole & Tuesday fue estrenada el 10 de abril de 2019 en Fuji TV, dentro del bloque de animación de madrugada +Ultra. Su lanzamiento coincidió con el vigésimo aniversario del estudio Bones. Por otra parte, Netflix se hizo con los derechos de emisión a nivel mundial; la primera parte de la temporada está disponible desde el 30 de agosto de 2019.

### Música
Uno de los elementos centrales de la serie es su banda sonora, compuesta por el artista canadiense Mocky y editada por el sello discográfico FlyingDog. Las cantantes de Carole & Tuesday son la estadounidense Nai Br.XX y la japonesa Celeina Ann, mientras que los temas de su rival Angela son defendidos por la australiana Alisa. Todas ellas interpretan también las canciones de apertura y cierre de los episodios.
Aunque hay artistas japoneses implicados como Taku Takahashi (M-Flo), la mayoría de compositores que han colaborado son occidentales y tienen una prolongada trayectoria profesional. Entre ellos destacan los nombres de Lauren Dyson, Flying Lotus, Benny Sings, Lido, Spazzkid, Denzel Curry, Madison McFerrin y Maika Loubté.
Además de la banda sonora, hay numerosas referencias a la música en el guion. Todos los títulos de los capítulos hacen alusión a canciones emblemáticas de la música internacional. Incluso algunos personajes secundarios reciben el nombre de personajes históricos de la industria como Johnny Ertegun, llamado así en honor a los hermanos Nesuhi y Ahmet Ertegün.

### Manga
Existe una adaptación al manga, ilustrada por Morito Yamakata, que está siendo serializada en la revista Young Ace de la editorial Kadokawa Shōten. El primer episodio fue publicado el 2 de mayo de 2019.

## Personajes

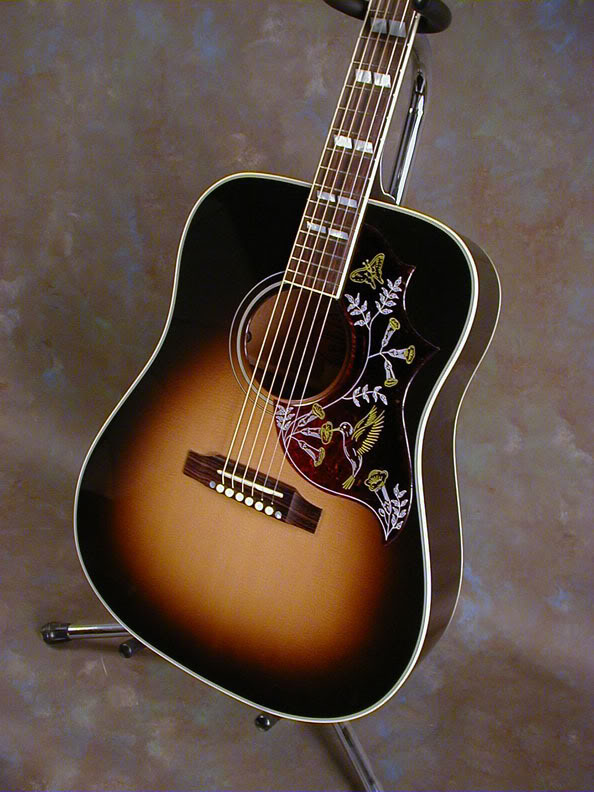
Detalle de una Gibson Hummingbird, la guitarra acústica de Tuesday.

La siguiente lista solo recoge los personajes protagonistas:
- Carole Stanley — Una joven huérfana, procedente de la Tierra, que tuvo que criarse en un campo de refugiados en Marte Posee una personalidad firme y decidida. Quiere dedicarse a la música de forma profesional, pero para pagar el alquiler tiene que hacer trabajos parciales de los que es despedida continuamente. Toca un piano electrónico.

- Tuesday Simmons — Es una chica de una familia adinerada que escapa de casa para cumplir su sueño de ser artista. Con un carácter inocente y tímido, tiene dificultades para adaptarse a su nuevo estilo de vida en la gran ciudad. Al llegar allí conoce a Carole, quien termina acogiéndola en su casa y se convierte en su mejor amiga. Toca una guitarra acústica Gibson Hummingbird.

- Angela Carpenter — La rival del dúo protagonista es una mujer que quiere dejar su carrera de modelo para convertirse en una cantante de fama internacional, asociándose con el productor Tao. Su madre y agente, Dahlia, aspiró al mismo objetivo sin éxito, por lo que desea que ella triunfe a toda costa.

- Tao — Un productor musical que se vale de la inteligencia artificial para crear canciones de éxito comercial. Es una persona fría, calculadora, profesional e insensible, que prefiere la compañía de otras inteligencias artificiales antes que de las personas.

- Gus Goldman — El representante de Carole & Tuesday es un antiguo batería que tiempo atrás se había caracterizado por descubrir grandes artistas, pero que con el paso del tiempo se retiró del mundillo por falta de interés y problemas personales. El descubrimiento de Carole & Tuesday le llevará a retomar su vida anterior, adaptándose a un nuevo mercado en el que no termina de encajar.

- Roddy — Un joven ayudante de Gus y la primera persona que descubre el talento de Carole & Tuesday. Es técnico de sonido.

## Episodios
| #  | Título                           | Estreno                  |
| -- | -------------------------------- | ------------------------ |
| 1  | «True Colors»                    | 10 de abril de 2019      |
| 2  | «Born to Run»                    | 17 de abril de 2019      |
| 3  | «Fire and Rain»                  | 24 de abril de 2019      |
| 4  | «Video Killed the Radio Star»    | 1 de mayo de 2019        |
| 5  | «Every Breath You Take»          | 8 de mayo de 2019        |
| 6  | «Life Is a Carnival»             | 15 de mayo de 2019       |
| 7  | «Show Me The Way»                | 22 de mayo de 2019       |
| 8  | «All The Young Dudes»            | 29 de mayo de 2019       |
| 9  | «Dancing Queen»                  | 5 de junio de 2019       |
| 10 | «River Deep, Mountain High»      | 12 de junio de 2019      |
| 11 | «With or Without You»            | 19 de junio de 2019      |
| 12 | «We've Only Just Begun»          | 26 de junio de 2019      |
| 13 | «Walk This Way»                  | 10 de julio de 2019      |
| 14 | «The Kids Are Alright»           | 17 de julio de 2019      |
| 15 | «God Only Knows»                 | 31 de julio de 2019      |
| 16 | «A Natural Woman»                | 7 de agosto de 2019      |
| 17 | «Head Over Heels»                | 14 de agosto de 2019     |
| 18 | «Only Love Can Break Your Heart» | 21 de agosto de 2019     |
| 19 | «People Get Ready»               | 28 de agosto de 2019     |
| 20 | «Immigrant Song»                 | 4 de septiembre de 2019  |
| 21 | «It's Too Late»                  | 11 de septiembre de 2019 |
| 22 | «Just Like Heaven»               | 18 de septiembre de 2019 |
| 23 | «Don't Stop Believin'»           | 25 de septiembre de 2019 |
| 24 | «A Change Is Gonna Come»         | 2 de octubre de 2019     |